# Антверпен – Берінген (пропіленопровід)
Антверпен – Берінген (пропіленопровід) – продуктопровід у Бельгії, призначений для транспортування пропілену.
В порту Антверпену знаходиться потужний газовий термінал, котрий здатен приймати судна вантажоємністю 80 тис м3 (надвеликі газові танкери, VLGC). Одним з типових вантажів для цього об’єкту є пропілен, зберігання якого можливе під тиском в резервуарах об’ємом 3300 м3 та у охолодженому вигляді в одному резервуарі об’ємом 50 тис м3. Крім того, в Антверпені продукує великі обсяги пропілену піролізне виробництво компанії BASF, майданчик якої наразі не має власних потужностей для переробки цього олефіну. 
З Антверпену на схід до міста Берінген прокладено пропіленопровід довжиною 80 км, котрий має діаметр 168 мм та використовує робочий тиск у 10 МПа. Він забезпечує завод поліпропілену компанії Borealis річною потужністю 380 тисяч тонн. У 2018-му остання оголосила про проект збільшення цього показника ще на 250-300 тисяч тонн, котрий може бути реалізований на початку 2020-х. Також можливо відзначити, що у продуктопроводу може з’явитись нове джерело наповнення – установка дегідрогенізації пропану в Калло, котра так само планується до зведення Borealis.
Пропіленопровід належить Nationale Maatschappij der Pijpleidingen NV (спеціалізується на трубопровідному транспортуванні різноманітних продуктів -  олефінів, водню, кисню, азоту, нафтопродуктів – з порту Антверпену) та Borealis. 